# حسين أباد (تشادغان)
حسين أباد (بالإنجليزية: Hoseynabad, Chadegan)‏ هي قرية تقع في قسم تشنارود الجنوبي الريفي (مقاطعة تشادغان) في إيران. يقدر عدد سكانها بـ 71 نسمة .